# Эдер Лима
Э́дер Ферми́но Ли́ма (порт.-браз. Éder Fermino Lima, 26 июня 1984, Сан-Паулу, Бразилия), более известный как Э́дер Ли́ма — бразильский и российский игрок в мини-футбол, нападающий сборной России.

## Биография
Эдер Лима начинал свою карьеру в большом футболе, затем принял решение перейти в мини-футбол. Трижды он становился лучшим бомбардиром бразильского чемпионата среди юниоров, затем выиграл титул чемпиона штата Сан-Паулу уже среди взрослых. После этого бразильским нападающим заинтересовались европейские клубы и Эдер Лима перебрался в Португалию. Однако, столкнувшись с задержками зарплаты, он уже через три месяца вернулся в Бразилию.
В 2006 году бразильцем заинтересовался российский клуб ТТГ-Ява, и вскоре Эдер Лима дебютировал в чемпионате России. Уже в первом сезоне он забил 30 мячей и стал шестым бомбардиром первенства, а в сезонах 2007/08 и 2008/09 он и вовсе становился лучшим голеадором, значительно опережая всех остальных. 73 забитых мяча в сезоне 2007—08 также позволили ему выиграть «Золотую бутсу» — приз лучшему бомбардиру всех европейских первенств.
Официально дебютировал за сборную России на чемпионате мира 2012. На этом же турнире он получил звание лучшего бомбардира, забив 9 мячей.

## Достижения
Международные:
- Серебряный призёр Чемпионата мира по мини-футболу: 2016
- Серебряный призёр Чемпионата Европы по мини-футболу (2): 2014, 2016

Клубные:
- Обладатель Кубка УЕФА по мини-футболу: 2015/16
- Обладатель Межконтинентального кубка: 2018, 2019
- Чемпион России по мини-футболу: 2014/15
- Обладатель Кубка России по мини-футболу: 2015/16
- Серебряный призёр чемпионата Бразилии: 2019, 2020

Личные:
- Лучший бомбардир чемпионата мира по мини-футболу: 2012
- Лучший бомбардир чемпионата России по мини-футболу (3): 2007/08, 2008/09, 2010/11